# مسجد جامع گرکان
مسجد جامع گرکان مربوط به دوره قاجار است و در شهرستان آشتیان، بخش مرکزی، دهستان گرکان، روستای گرکان واقع شده و این اثر در تاریخ ۲۶ اسفند ۱۳۸۶ با شمارهٔ ثبت ۲۲۱۰۱ به‌عنوان یکی از آثار ملی ایران به ثبت رسیده است.